# Тюльпа Леонід Матвійович
Леонід Матвійович Тю́льпа (нар. 15 серпня 1922, Глухів — пом. 1 березня 1994, Харків) — український радянський архітектор; заслужений архітектор УРСР з 1970 року.

## Біографія
Народився 15 серпня 1922 року в місті Глухові (тепер Сумська область, Україна). 1951 року закінчив Харківський інженерно-будівельний інститут (викладачі Олександр Молокін, Михайло Мовшович). З 1966 року — його викладач. Працював в проєктиних установах Харкова, зокрема Харківпроекті. Помер 1 березня 1994 року.

## Роботи
- забудова центру Дружківки (1952);
- будинки райкомів Компартії України в Чугуєві та Золочеві (1954);
- житлові будинки по вулиці Кремлівській у Кривому Розі (1954—1956);
- генеральний план Харкова (1956, у співавторстві з О. Крикіним, В. Домницьким);
- проекти мікрорайонів (Салтівський та інші у Харкові, 1967—1975).

Автор статей з питань будівництва і архітектури. 